# 센요촌
센요촌(仙養村)은 일본 히로시마현 진세키군에 설치되었던 촌이다. 현재의 진세키코겐정의 일부에 해당한다.